# Тинэн, Кама
Кама Тинэн (также Кама Чайнен, Кама Чинен, от яп. 知念カマ, 10 мая 1895, Окинава — 2 мая 2010, Нандзё, Окинава) — японская долгожительница с острова Окинава, старейший житель Земли с подтверждённым возрастом с 11 сентября 2009 года. Получила титул после смерти американской долгожительницы Гертруды Бейнс.

## Биография
Родилась в 1895 году на острове Окинава. 

## Долголетие
5 апреля 2008 года, после кончины Каку Яманаки, Кама Тинэн в возрасте 112 лет и 331 дней стала старейшей в мире японкой.
20 сентября 2008 года в возрасте 113 лет и 133 дней она была включена в список старейших людей Gerontology Research Group, составляемый для книги рекордов Гиннесса.
22 ноября 2008 года Кама Тинэн в возрасте 113 лет и 197 дней попала в список 100 самых старых когда-либо живших людей.
11 сентября 2009 года, после кончины американки Гертруды Бейнс, Кама Тинэн в возрасте 114 лет и 124 дней стала самым старым человеком на Земле с подтверждённым возрастом.
6 апреля 2010 года, после смерти американской долгожительницы Невы Моррис, Кама Тинэн в возрасте 114 лет и 331 день стала последним живущим человеком, родившимся в 1895 году.
2 мая 2010 года Кама Тинэн скончалась в возрасте 114 лет 357 дней.